# Deneuille-lès-Chantelle
 Deneuille-lès-Chantelle  là một xã ở tỉnh Allier thuộc miền trung nước Pháp.